# Aristotelia chilensis
Арістотелія чилійська (лат. Aristotelia chilensis), також відома як макі або чилійська виноградна ягода, є деревоподібним видом родини Elaeocarpaceae, що походить з Південної Америки.
Поширена в вальдівських лісах помірного поясу Чилі та прилеглих регіонах південної Аргентини. Обмежена кількість цих дерев культивується в садах заради їхніх невеликих плодів. Плоди, зібрані в дикому вигляді, продаються та мають комерційну цінність.

## Опис

### Рослина
Aristotelia chilensis — невелике дводомне вічнозелене дерево, яке може досягати 4-5 метрів у висоту. Його розділений стовбур має гладку кору. Його гілки рясні, тонкі та гнучкі. Листя прості, супротивні, звисаючі, овально-ланцетні, голі, шкірясті, з зубчастими краями. Жилкування листя добре помітне, а стебло листя яскраво-червоного кольору.
На початку весни дерево скидає стару когорту листя, яка використовується як джерело вуглеводів для формування нових листків і квітів.

### Квіти і ягоди
Арістотелія цвіте наприкінці весни, білими одностатевими дрібними квітками. Після цвітіння утворюються маленькі фіолетово-чорні ягоди, які мають розмір приблизно 4-6 міліметрів у діаметрі та містять від 4 до 8 насінин 10. Семирічне дерево може давати до 10 кілограмів ягід на рік. Завдяки плодам, схожим на смак ожини, цей вид відомий як чилійська винна ягода, а в місцевих жителях іспанською як maqui або maque.

### Таксономія
Вперше Арістотелія чилійська була науково описана Хуаном Ігнасіо Моліною в 1782 році, який назвав її Cornus chilensis. У 1914 році Стівен Конрад Штунц відніс її до роду Aristotelia, який був створений Чарльзом Луїсом Лерітьє де Брютеллем у 1786 році, і створив нову комбінацію A. chilensis.

### Поширення
Aristotelia chilensis походить з Чилі та Аргентини біля південно-західного узбережжя Південної Америки. У природі зустрічається в чилійських помірних дощових лісах. Його рідний ареал охоплює територію між регіонами Кокімбо та Айсен у Чилі та становить 170 000 гектарів.

### Екологія
Ягоди макі є улюбленим кормом для птахів наприкінці літа. Вирубка вальдівських лісів помірного поясу в Чилі пригнічує розповсюдження насіння птахами та призводить до депресії інбридингу.

### Хімічний склад
Дослідження поліфенолів на ягодах макі показали, що вміст антоціанів включає вісім глюкозидних пігментів дельфінідину та ціанідину, причому основним антоціаніном є дельфінідин 3-самбубіозид-5-глюкозид (34 % від загальної кількості антоціанів). Середній загальний вміст антоціанів становив 138 міліграмів (2,13 грамів) на 100 грамів свіжих фруктів, або 212 міліграмів (3,27 грамів) на 100 грамів сухих фруктів, ранжування ягід арістотелії є низьким серед темно пігментованих фруктів за вмістом антоціанів (див. таблицю в антоціанах). Одне дослідження показало, що антоціани також присутні в листі макі.
Іншими фітохімічними речовинами, витягнутими з листя A. chilensis, були алкалоїди аристотелін, аристохінолін і аристон.

## Вирощування
Ягоди A. chilensis збирають з дикорослих рослин з грудня по березень кожного року сім'ями, переважно племена мапуче, які збирають урожай біля підніжжя Анд. Процес збирання включає збір бічних гілок дерев, струшування їх, щоб відокремити ягоди та листя від гілок, а потім застосування механічного процесу для відділення ягід від листя.
Aristotelia chilensis можна висаджувати в зонах USDA 8-12. Рослина досить морозостійка, витримує заморозки до -12°C чим дає можливість вирощування в тепліших регіонах України. Арістотелія віддає перевагу добре дренованим ґрунтам на сонячному місці з деяким захистом від холодних сухих вітрів. Грунт повинна бути слабокислим, з помірною родючістю. Його культивують в Іспанії та в більш м'яких, вологих районах Британії, де зимові заморозки спричиняють відмирання, тим самим стимулюючи ріст пагонів навесні.

### Розмноження
Насіння A. chilensis проростає без холодної стратифікації. У зонах з можливістю заморозків рекомендується проводити посів навесні в теплиці. Якщо вони досить розрослися, до осені нові рослини можна розсадити в окремі горщики. Першу зиму рослини в горщиках повинні залишитися в теплиці.
Наступного року, після останніх очікуваних заморозків навесні, рослини можна висаджувати на їхнє остаточне місце. У першу зиму на вулиці потрібен певний тип захисту від морозу. Для подальшого розмноження можливе вегетативне розмноження : живцями. Живці нормально вкорінюються, і їх можна висадити наступної весни до відкритого ґрунту.

## Галерея

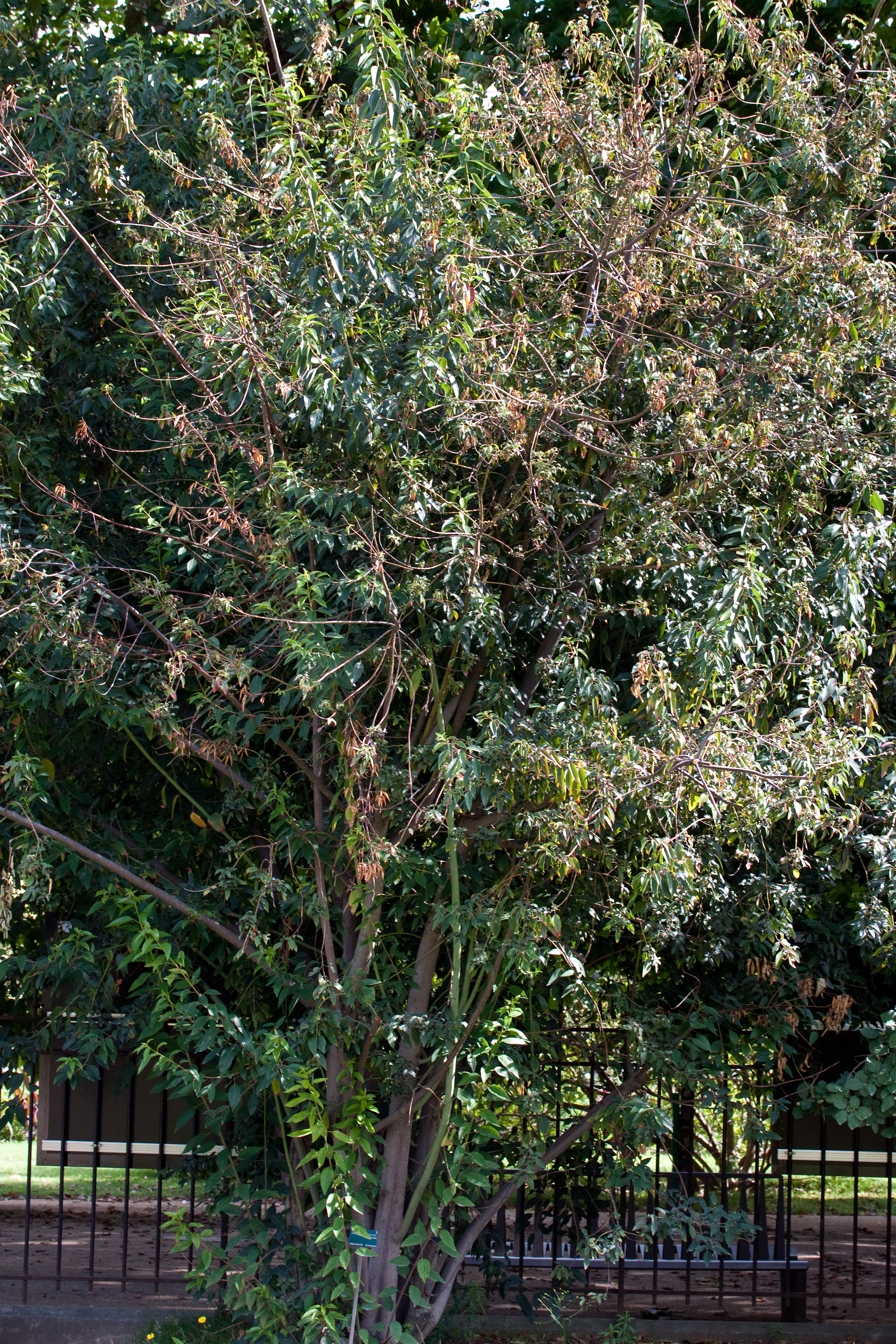
Дерево
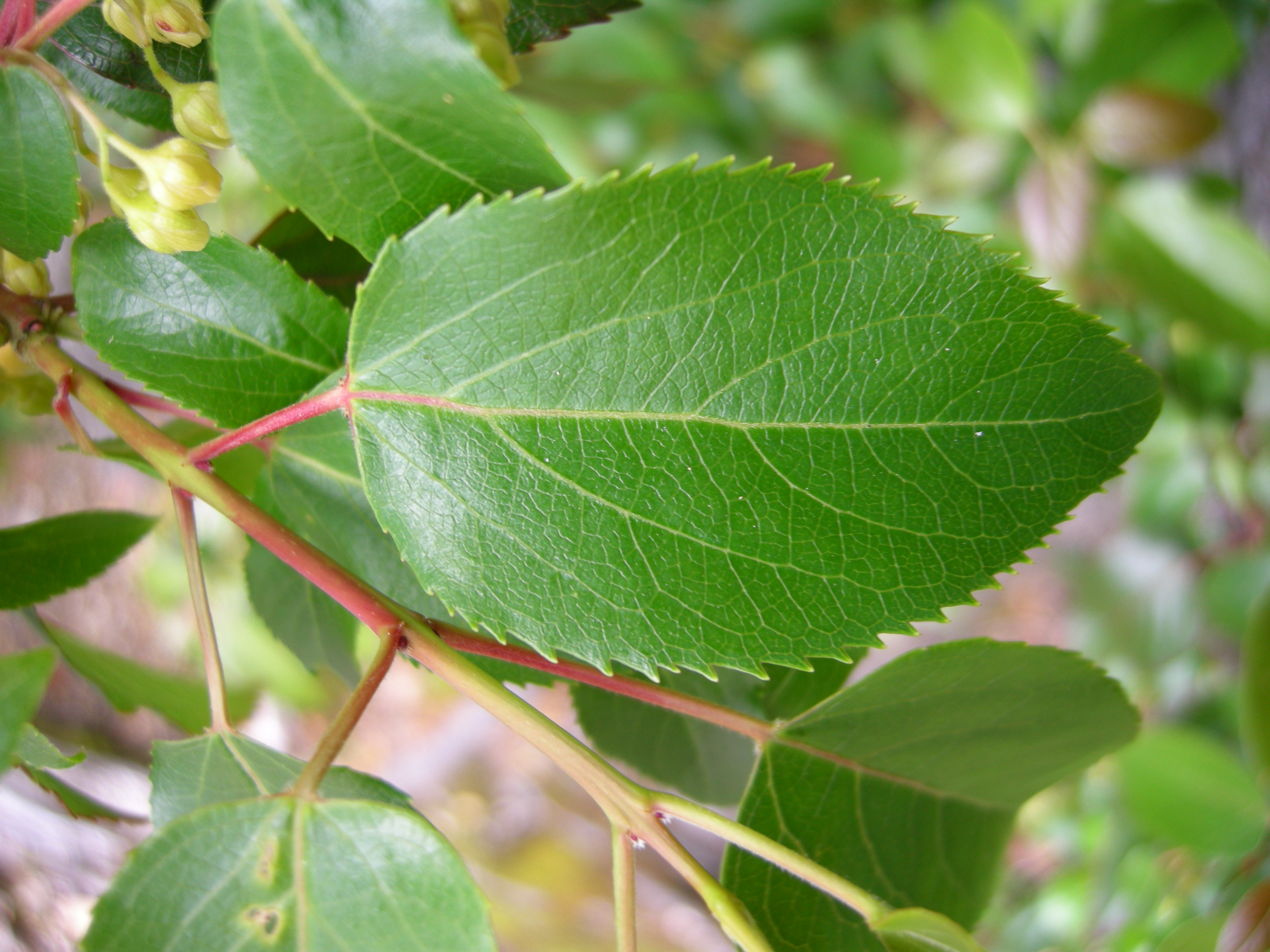
Листя
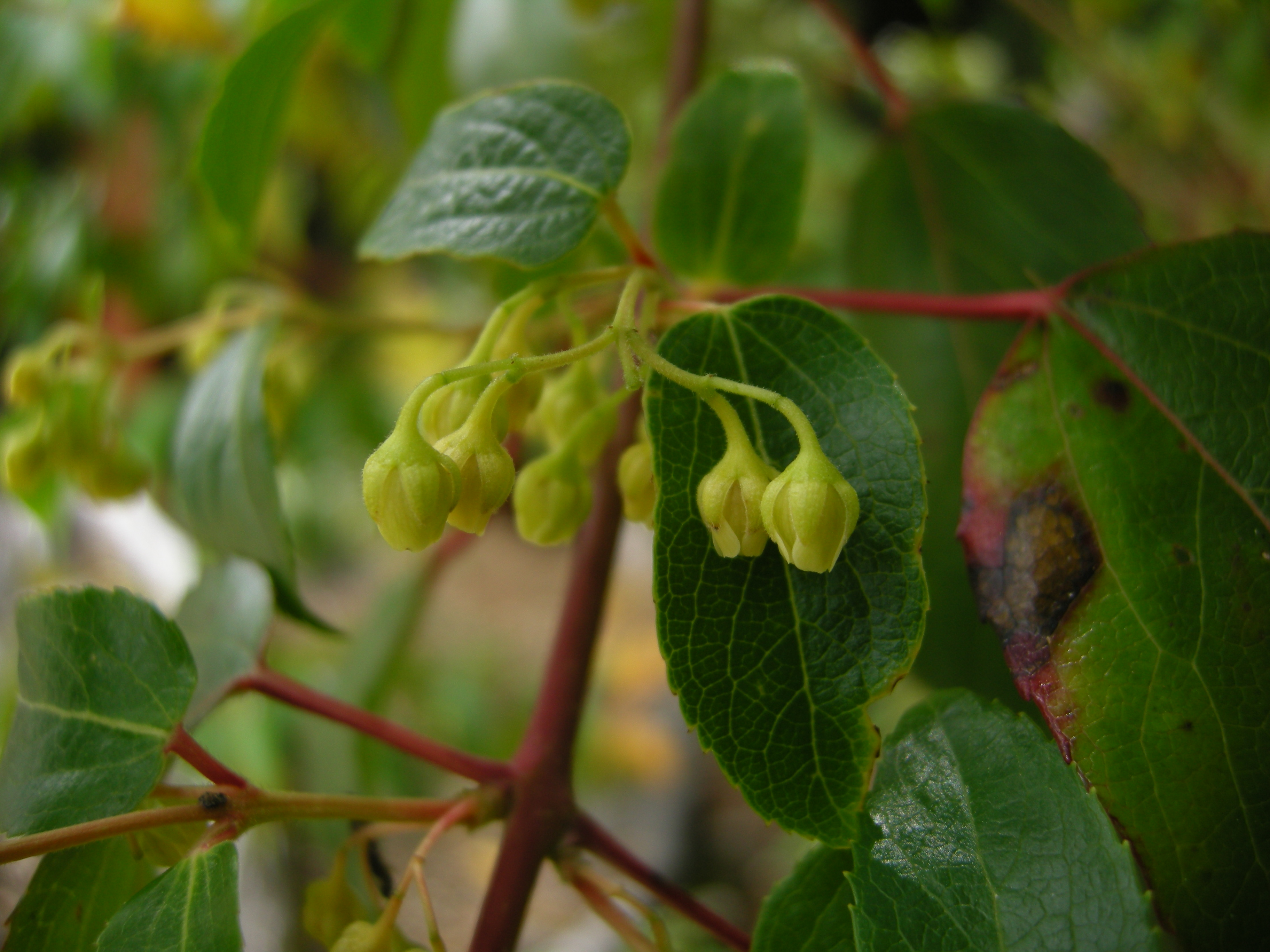
Квіти
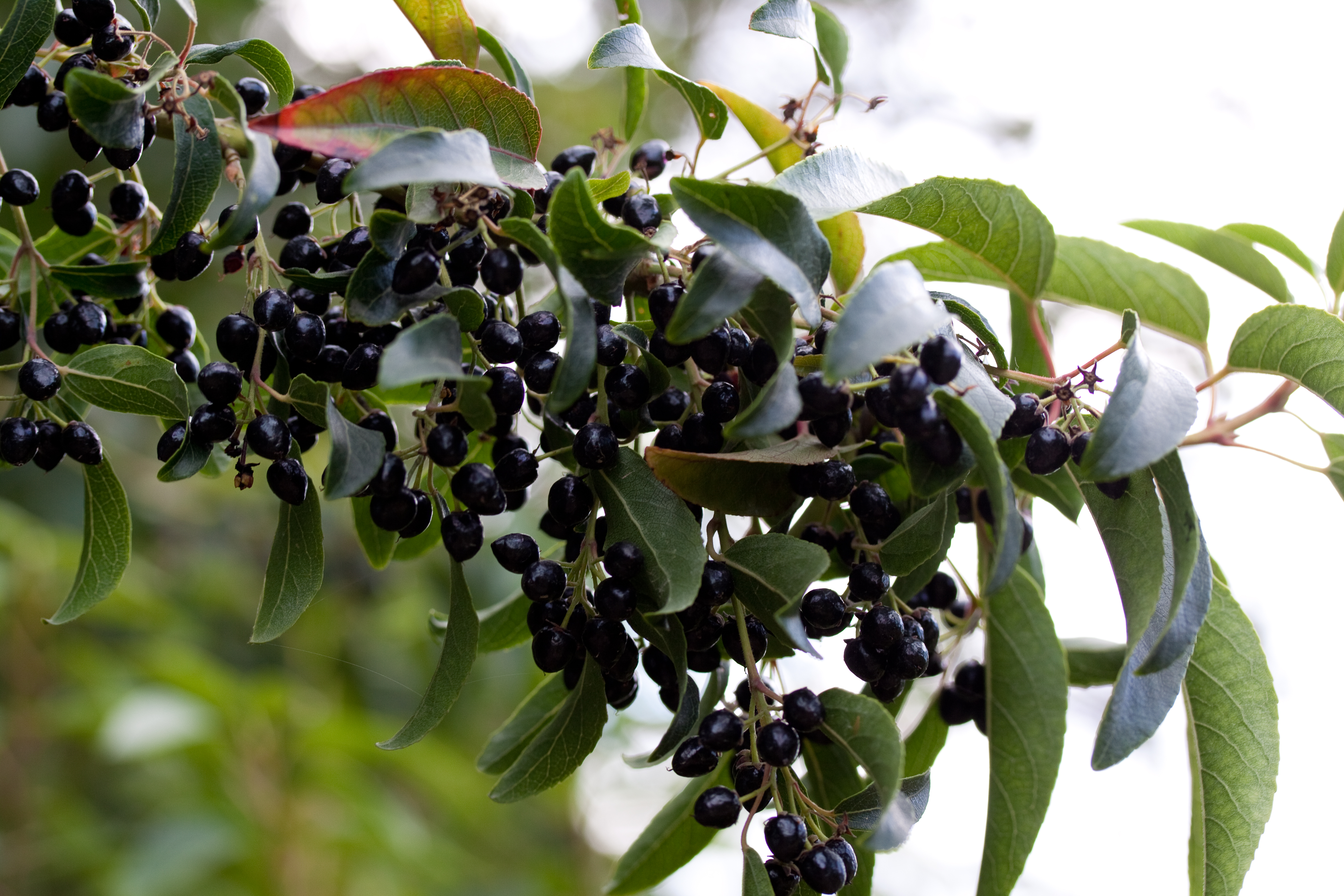
Плоди